# Amphisbaena alba
A Amphisbaena alba é uma espécie de anfisbena da ordem dos répteis escamados. Apesar da grande distribuição geográfica que esta espécie cobre, pouco se sabe sobre sua ecologia devido aos seus hábitos secretivos. Essa espécie tem uma dieta diversificada que varia de material vegetal a pequenos vertebrados. Numericamente, besouros, formigas e aranhas compõem a maior parte de sua dieta.
Apesar de ser uma das anfisbenas mais amplamente distribuídas e, consequentemente, mais estudadas, ainda reserva muitos mistérios sobre sua biologia. Essa lacuna no conhecimento não é exclusividade dessa espécie, mas sim uma característica comum aos vertebrados fossoriais em geral, como as anfisbenas, serpentes escólex e urópeltis, e, principalmente, os cecilianos. 
Esses grupos, que habitam o subsolo, são frequentemente negligenciados em pesquisas devido à dificuldade de acesso e coleta de dados em seu ambiente natural. A densidade e a opacidade do solo dificultam a observação direta, e a coleta de espécimes fossoriais demanda um trabalho árduo de escavação manual, com pouca indicação de locais propícios. Além disso, a escavação inadequada pode ferir ou matar os animais. Ocasionalmente, espécimes são encontrados durante a limpeza de terrenos para construção ou agricultura, mas essas amostras geralmente não fornecem informações sobre seu comportamento e história de vida.
O conhecimento científico sobre A. alba frequentemente se baseia em observações indiretas e em espécimes de coleções de história natural. Por exemplo, informações sobre morfometria, ecologia e geografia da espécie foram obtidas por meio do estudo de espécimes de coleções zoológicas. Grandes amostras podem ser obtidas quando novas barragens hidrelétricas são construídas, desalojando os animais de seus habitats, mas, novamente, sem fornecer informações sobre seu comportamento em seu ambiente natural.
Na cultura popular, A. alba é conhecida por diversos nomes, como "cobra de duas cabeças", "lagarto" e "cobra cega". Essa última denominação, historicamente utilizada para cecilianos, reflete a confusão entre os dois grupos devido às suas semelhanças superficiais. Em áreas rurais e entre povos indígenas sul-americanos, a espécie também é chamada de "ibijara" ou "ymbyiára" (senhor da terra, na língua Tupi-guarani) e "mãe das formigas", devido à sua estreita relação com formigas do gênero Atta.

## Alcance geográfico
Essa espécie é encontrada na América do Sul desde o leste da Venezuela e da ilha de Trinidad por toda a Bacia Amazônica até o norte da Argentina. Amphisbaena alba tem a maior distribuição geográfica de todos os anfisbenos.

## Reprodução
A reprodução desta espécie ocorre na estação seca de sua área geográfica. Algumas evidências sugerem que essa espécie explora formigas cortadeiras e pode até usar os ninhos dessas formigas para depositar seus ovos. Ela põe mais ovos por ninhada (8-16) em comparação com outros anfisbenídeos, o que possivelmente se deve ao seu grande tamanho corporal. Não há dimorfismo sexual em relação ao comprimento focinho-cloalha.
Seus espermatozoides do epidídimo são filiformes e caracterizados por uma depressão na seção transversal do acrossoma, uma peça com mitocôndrias colunares, um núcleo alongado e uma bainha fibrosa na peça intermediária.
As glândulas epidérmicas estão localizadas na região cloacal de A. alba e são provavelmente usadas para reprodução e marcação de território. As aberturas das glândulas são tapadas com uma secreção sólida que é removida quando se move através de túneis e deixa um rastro de secreção.

## Classificação
A análise filogenética de amfisbenídeos brasileiros revelou uma forte discordância entre dados morfológicos e moleculares, sugerindo que os gêneros tradicionais não são monofiléticos e que caracteres morfológicos usados para os definir são inconsistentes. Com base na priorização do nome mais antigo, Amphisbaena fuliginosa (1758), e considerando diferentes cenários taxonômicos, propomos uma reavaliação da estrutura genética do grupo. O cenário mais conservador, que envolve a incorporação de todos os gêneros brasileiros em Amphisbaena, é o mais viável, com apenas cinco mudanças taxonômicas necessárias. 
Esse cenário reflete a necessidade de revisar a taxonomia à luz de novas evidências moleculares, que indicam que os agrupamentos anteriores eram artificiais, formados por caracteres morfológicos homoplásticos. Além disso, a posição de Mesobaena ainda requer mais dados para ser esclarecida. A adoção dessa nova estrutura taxonômica contribuirá para uma melhor compreensão das relações evolutivas e fornecerá uma base mais sólida para a classificação dos amfisbenídeos sul-americanos.

## Morfologia e Anatomia
1. Crânio e Estrutura Dentária: As anfisbenas possuem um crânio altamente calcificado, modificado para escavar (GANS, 1971[8]; VANZOLINI; BARTORELLI, 2010[9]). A estrutura dentária é caracterizada por um único dente mediano na maxila superior, que é uma característica exclusiva desse grupo de vertebrados. Este dente se ajusta entre dois dentes da mandíbula, formando um sistema de pinças, o que torna esses animais predadores eficientes (VANZOLINI; BARTORELLI, 2010)[10].
2. Visão: Os olhos das anfisbenas são reduzidos e cobertos por escamas, o que os torna ineficientes para a visão, indicando uma adaptação ao modo de vida subterrâneo.
3. Especializações para a Vida Subterrânea: As anfisbenas têm adaptações que lhes permitem viver de forma eficiente no solo, como a capacidade de escavar e um olfato bem desenvolvido, que ajuda na localização de presas. Elas utilizam percepções vibratórias da presa no solo para capturá-la ao saírem de suas galerias (GANS, 1971; VANZOLINI; BARTORELLI, 2010).[11]
4. As glândulas pré-cloacais de A. alba são do tipo holócrino, ou seja, a secreção é liberada com a destruição da célula glandular. Cada glândula é composta por um corpo glandular e um ducto. O corpo glandular possui formato cônico a alongado, constituído por lóbulos alongados separados por septos de colágeno. Cada lóbulo é formado por células germinativas na periferia e células secretoras poliedricas em diferentes estágios de diferenciação no interior. As células germinativas, localizadas sobre uma lâmina basal, são basófilas e possuem citoplasma denso aos elétrons. As células poliedricas, por sua vez, exibem citoplasma volumoso preenchido com grânulos esféricos envoltos em membranas, que variam em densidade eletrônica. Esses grânulos tornam-se progressivamente eosinófilos e exibem afinidade pelo corante laranja G à medida que se aproximam do lúmen da glândula. A secreção é descarregada no ducto que leva ao poro, localizado na região central da escama. Análises histoquímicas revelaram a presença de mucopolissacarídeos e proteínas na secreção.
5. A semelhança entre as glândulas epidérmicas de lagartos e as glândulas de A. alba sugere que elas possam ter funções equivalentes, possivelmente relacionadas à comunicação intra ou interespecífica.[12]

## Características dos eritrócitos
As alterações ultraestruturais das organelas nas células eritroides em desenvolvimento são semelhantes às alterações de desenvolvimento em outros grupos de vertebrados. A maior diferença é o alinhamento transversal periódico das moléculas de hemoglobina na matriz organela dos hemossomas. A transformação das organelas das células eritroides para a biossíntese da hemoglobina ocorre lentamente. Isso se deve à baixa taxa metabólica de A.alba resultante do ambiente hipóxico onde vive.

## Táticas defensivas
Quando Amphisbaena alba assume uma postura defensiva, dobra o corpo em forma de ferradura e levanta a cabeça e a cauda. A cauda é feita de feixes de colágeno resistentes que permitem que a cauda absorva a pressão mecânica de uma mordida. O corpo de A. alba também é coberto com uma armadura flexível que torna outras áreas resistentes a mordidas também.